# Филаретово
Филаретово (болг. Филаретово) — село в Болгарии. Находится в Сливенской области, входит в общину Котел. Население составляет 652 человека.

## Политическая ситуация
В местном кметстве Филаретово, в состав которого входит Филаретово, должность кмета (старосты) исполняет Фатме Алиева Индже (Болгарская рабочая социал-демократическая партия (БСДП)) по результатам выборов правления кметства.
Кмет (мэр) общины Котел — Христо Русев Киров (коалиция партий: национальное движение «Симеон Второй» (НДСВ) и движение «За права и свободы» (ДПС)) по результатам выборов в правление общины.